# Saint-Hilaire-le-Vouhis
Saint-Hilaire-le-Vouhis – miejscowość i gmina we Francji, w regionie Kraj Loary, w departamencie Wandea.
Według danych na rok 1990 gminę zamieszkiwało 819 osób, a gęstość zaludnienia wynosiła 28 osób/km² (wśród 1504 gmin Kraju Loary Saint-Hilaire-le-Vouhis plasuje się na 663. miejscu pod względem liczby ludności, natomiast pod względem powierzchni na miejscu 301.).